# Giải cầu lông toàn Anh
Giải cầu lông toàn Anh (tiếng Anh: All England Open Badminton Championships) hay Giải cầu lông Anh mở rộng là giải cầu lông chuyên nghiệp lớn nhất và truyền thống nhất thế giới, được tổ chức hàng năm tại Anh. Giải đấu nằm trong hệ thống của BWF, được nâng lên Superseries vào năm 2007 và trở thành Superseries Premium vào năm 2011.
Giải lần đầu được tổ chức tại Guildford vào năm 1898. Thành công của sự kiện giúp Liên đoàn cầu lông Anh quyết định tiếp tục tổ chức tại Horticultural Halls, London vào năm 1899, bổ sung thêm 2 hình thức thi đấu đơn nam và đơn nữ. Kể từ sau khi Thomas Cup ra đời vào năm 1949, chức vô địch tại Giải cầu lông toàn Anh vẫn được coi là chức vô địch thế giới, cho tới khi BWF chính thức tổ chức Giải cầu lông vô địch thế giới vào năm 1977.
Giải cầu lông toàn Anh từng bị hoãn trong 2 giai đoạn 1915–1919 và 1940–1946 do ảnh hưởng của 2 cuộc chiến tranh thế giới.

## Danh sách các nhà vô địch
| Năm        | Đơn nam                | Đơn nữ                 | Đôi nam                                        | Đôi nam                                   | Đôi nam nữ                                |
| ---------- | ---------------------- | ---------------------- | ---------------------------------------------- | ----------------------------------------- | ----------------------------------------- |
| 1899       | không tổ chức          | không tổ chức          | D. W. Oakes Stewart Marsden Massey             | Meriel Lucas Mary Graeme                  | D. W. Oakes Daisy St. John                |
| 1900       | Sydney H. Smith        | Ethel B. Thomson       | Herbert Mellersh F. S. Collier                 | Meriel Lucas Mary Graeme                  | D. W. Oakes Daisy St. John                |
| 1901       | H. W. Davies           | Ethel B. Thomson       | Herbert Mellersh F. S. Collier                 | Daisy St. John E. M. Moseley              | F. S. Collier Ellen Mary Stawell-Brown    |
| 1902       | Ralph Watling          | Meriel Lucas           | Herbert Mellersh F. S. Collier                 | Ethel B. Thomson Meriel Lucas             | Leonard Ransford E. M. Moseley            |
| 1903       | Ralph Watling          | Ethel B. Thomson       | Stewart Marsden Massey Edward Huson            | Mabel Hardy Dorothea K. Douglas           | George Alan Thomas Ethel B. Thomson       |
| 1904       | Henry Norman Marrett   | Ethel B. Thomson       | Albert Prebble Henry Norman Marrett            | Ethel B. Thomson Meriel Lucas             | Henry Norman Marrett Dorothea K. Douglass |
| 1905       | Henry Norman Marrett   | Meriel Lucas           | C. T. J. Barnes Stewart Marsden Massey         | Ethel B. Thomson Meriel Lucas             | Henry Norman Marrett Hazel Hogarth        |
| 1906       | Norman Wood            | Ethel Thomson Larcombe | Henry Norman Marrett George Alan Thomas        | Ethel B. Thomson Meriel Lucas             | George Alan Thomas Ethel B. Thomson       |
| 1907       | Norman Wood            | Meriel Lucas           | Albert Prebble Norman Wood                     | G. L. Murray Meriel Lucas                 | George Alan Thomas G. L. Murray           |
| 1908       | Henry Norman Marrett   | Meriel Lucas           | Henry Norman Marrett George Alan Thomas        | G. L. Murray Meriel Lucas                 | Norman Wood Meriel Lucas                  |
| 1909       | Frank Chesterton       | Meriel Lucas           | Frank Chesterton Albert Prebble                | G. L. Murray Meriel Lucas                 | Albert Prebble Dora Boothby               |
| 1910       | Frank Chesterton       | Meriel Lucas           | Henry Norman Marrett George Alan Thomas        | Muriel Bateman Meriel Lucas               | Guy Sautter Dorothy Cundall               |
| 1911       | Guy Sautter            | Margaret Larminie      | Percy Fitton Edward Hawthorn                   | Alice Gowenlock Dorothy Cundall           | George Alan Thomas Margaret Larminie      |
| 1912       | Frank Chesterton       | Margaret Tragett       | Henry Norman Marrett George Alan Thomas        | Alice Gowenlock Dorothy Cundall           | Edward Hawthorn Hazel Hogarth             |
| 1913       | Guy Sautter            | Lavinia Radeglia       | Frank Chesterton George Alan Thomas            | Hazel Hogarth Muriel Bateman              | Guy Sautter M. E. Mayston                 |
| 1914       | Guy Sautter            | Lavinia Radeglia       | Frank Chesterton George Alan Thomas            | Margaret Tragett Eveline Peterson         | George Alan Thomas Hazel Hogarth          |
| 1915– 1919 | không tổ chức          | không tổ chức          | không tổ chức                                  | không tổ chức                             | không tổ chức                             |
| 1920       | George Alan Thomas     | Kitty McKane           | Archibald Engelbach Raoul du Roveray           | Lavinia Radeglia Violet Elton             | George Alan Thomas Hazel Hogarth          |
| 1921       | George Alan Thomas     | Kitty McKane           | George Alan Thomas Frank Hodge                 | Margaret Stocks Kitty McKane              | George Alan Thomas Hazel Hogarth          |
| 1922       | George Alan Thomas     | Kitty McKane           | Guy Sautter Frank Devlin                       | Margaret Tragett Hazel Hogarth            | George Alan Thomas Hazel Hogarth          |
| 1923       | George Alan Thomas     | Lavinia Radeglia       | Frank Devlin Gordon Mack                       | Margaret Tragett Hazel Hogarth            | Gordon Mack Margaret Tragett              |
| 1924       | Gordon Mack            | Kitty McKane           | George Alan Thomas Frank Hodge                 | Margaret Stocks Kitty McKane              | Frank Devlin Kitty McKane                 |
| 1925       | Frank Devlin           | Margaret Stocks        | Herbert Uber Arthur Kenneth Jones              | Margaret Tragett Hazel Hogarth            | Frank Devlin Kitty McKane                 |
| 1926       | Frank Devlin           | Marjorie Barrett       | Frank Devlin Gordon Mack                       | A. M. Head Violet Elton                   | Frank Devlin Eveline Peterson             |
| 1927       | Frank Devlin           | Marjorie Barrett       | Frank Devlin Gordon Mack                       | Margaret Tragett Hazel Hogarth            | Frank Devlin Eveline Peterson             |
| 1928       | Frank Devlin           | Margaret Tragett       | George Alan Thomas Frank Hodge                 | Marjorie Barrett Violet Elton             | Albert Harbot Margaret Tragett            |
| 1929       | Frank Devlin           | Marjorie Barrett       | Frank Devlin Gordon Mack                       | Marjorie Barrett Violet Elton             | Frank Devlin Marian Horsley               |
| 1930       | Donald C. Hume         | Marjorie Barrett       | Frank Devlin Gordon Mack                       | Marjorie Barrett Violet Elton             | Herbert Uber Betty Uber                   |
| 1931       | Frank Devlin           | Marjorie Barrett       | Frank Devlin Gordon Mack                       | Marian Horsley Betty Uber                 | Herbert Uber Betty Uber                   |
| 1932       | Ralph Nichols          | Leoni Kingsbury        | Donald C. Hume Raymond M. White                | Marjorie Barrett Leoni Kingsbury          | Herbert Uber Betty Uber                   |
| 1933       | Raymond M. White       | Alice Woodroffe        | Donald C. Hume Raymond M. White                | Marje Bell Thelma Kingsbury               | Donald C. Hume Betty Uber                 |
| 1934       | Ralph Nichols          | Leoni Kingsbury        | Donald C. Hume Raymond M. White                | Marje Henderson Thelma Kingsbury          | Donald C. Hume Betty Uber                 |
| 1935       | Raymond M. White       | Betty Uber             | Donald C. Hume Raymond M. White                | Marje Henderson Thelma Kingsbury          | Donald C. Hume Betty Uber                 |
| 1936       | Ralph Nichols          | Thelma Kingsbury       | Leslie Nichols Ralph Nichols                   | Marje Henderson Thelma Kingsbury          | Donald C. Hume Betty Uber                 |
| 1937       | Ralph Nichols          | Thelma Kingsbury       | Leslie Nichols Ralph Nichols                   | Betty Uber Diana Doveton                  | Ian Maconachie Thelma Kingsbury           |
| 1938       | Ralph Nichols          | Daphne Young           | Leslie Nichols Ralph Nichols                   | Betty Uber Diana Doveton                  | Raymond M. White Betty Uber               |
| 1939       | Tage Madsen            | Dorothy Walton         | Thomas Boyle James Rankin                      | Ruth Dalsgaard Tonny Olsen                | Ralph Nichols Bessie Staples              |
| 1940– 1946 | không tổ chức          | không tổ chức          | không tổ chức                                  | không tổ chức                             | không tổ chức                             |
| 1947       | Conny Jepsen           | Marie Ussing           | Tage Madsen Poul Holm                          | Tonny Ahm Kirsten Thorndahl               | Poul Holm Tonny Ahm                       |
| 1948       | Jørn Skaarup           | Kirsten Thorndahl      | Preben Dabelsteen Børge Frederiksen            | Tonny Ahm Kirsten Thorndahl               | Jørn Skaarup Kirsten Thorndahl            |
| 1949       | David G. Freeman       | Aase Schiøtt Jacobsen  | Ooi Teik Hock Teoh Seng Khoon                  | Betty Uber Queenie Allen                  | Clinton Stephens Patricia Stephens        |
| 1950       | Wong Peng Soon         | Tonny Ahm              | Jørn Skaarup Preben Dabelsteen                 | Tonny Ahm Kirsten Thorndahl               | Poul Holm Tonny Ahm                       |
| 1951       | Wong Peng Soon         | Aase Schiøtt Jacobsen  | David Choong Eddy Choong                       | Tonny Ahm Kirsten Thorndahl               | Poul Holm Tonny Ahm                       |
| 1952       | Wong Peng Soon         | Tonny Ahm              | David Choong Eddy Choong                       | Tonny Ahm Aase Schiøtt Jacobsen           | Poul Holm Tonny Ahm                       |
| 1953       | Eddy Choong            | Marie Ussing           | David Choong Eddy Choong                       | Iris Rogers June White                    | David Choong June White                   |
| 1954       | Eddy Choong            | Judy Devlin            | Ooi Teik Hock Ong Poh Lim                      | Sue Devlin Judy Devlin                    | John Best Iris Cooley                     |
| 1955       | Wong Peng Soon         | Margaret Varner        | Finn Kobberø Jørgen Hammergaard Hansen         | Iris Rogers June White                    | Finn Kobberø Kirsten Thorndahl            |
| 1956       | Eddy Choong            | Margaret Varner        | Finn Kobberø Jørgen Hammergaard Hansen         | Sue Devlin Judy Devlin                    | Tony Jordan June Timperley                |
| 1957       | Eddy Choong            | Judy Devlin            | Joe Alston Johnny Heah                         | Anni Hammergaard Hansen Kirsten Thorndahl | Finn Kobberø Kirsten Thorndahl            |
| 1958       | Erland Kops            | Judy Devlin            | Erland Kops Poul-Erik Nielsen                  | Margaret Varner Heather Ward              | Tony Jordan June Timperley                |
| 1959       | Tan Joe Hok            | Heather Ward           | Lim Say Hup Teh Kew San                        | Iris Rogers June Timperley                | Poul-Erik Nielsen Inge Birgit Hansen      |
| 1960       | Erland Kops            | Judy Devlin            | Finn Kobberø Poul-Erik Nielsen                 | Sue Devlin Judy Devlin                    | Finn Kobberø Kirsten Granlund             |
| 1961       | Erland Kops            | Judy Hashman           | Finn Kobberø Jørgen Hammergaard Hansen         | Judy Hashman Sue Devlin Peard             | Finn Kobberø Kirsten Granlund             |
| 1962       | Erland Kops            | Judy Hashman           | Finn Kobberø Jørgen Hammergaard Hansen         | Judy Hashman Tonny Holst-Christensen      | Finn Kobberø Ulla Rasmussen               |
| 1963       | Erland Kops            | Judy Hashman           | Finn Kobberø Jørgen Hammergaard Hansen         | Judy Hashman Sue Devlin Peard             | Finn Kobberø Ulla Rasmussen               |
| 1964       | Knud Aage Nielsen      | Judy Hashman           | Finn Kobberø Jørgen Hammergaard Hansen         | Karin Jørgensen Ulla Rasmussen            | Tony Jordan Jenny Pritchard               |
| 1965       | Erland Kops            | Ursula Smith           | Ng Boon Bee Tan Yee Khan                       | Karin Jørgensen Ulla Strand               | Finn Kobberø Ulla Strand                  |
| 1966       | Tan Aik Huang          | Judy Hashman           | Ng Boon Bee Tan Yee Khan                       | Judy Hashman Sue Devlin Peard             | Finn Kobberø Ulla Strand                  |
| 1967       | Erland Kops            | Judy Hashman           | Henning Borch Erland Kops                      | Imre Rietveld Ulla Strand                 | Svend Pri Ulla Strand                     |
| 1968       | Rudy Hartono           | Eva Twedberg           | Henning Borch Erland Kops                      | Minarni Sudaryanto Retno Koestijah        | Tony Jordan Sue Pound                     |
| 1969       | Rudy Hartono           | Yuki Hiroe             | Henning Borch Erland Kops                      | Margaret Boxall Sue Whetnall              | Roger Mills Gillian Perrin                |
| 1970       | Rudy Hartono           | Takenaka Etsuko        | Tom Bacher Poul Petersen                       | Margaret Boxall Sue Whetnall              | Per Walsøe Pernille Mølgaard Hansen       |
| 1971       | Rudy Hartono           | Eva Twedberg           | Ng Boon Bee Punch Gunalan                      | Takagi Noriko Yuki Hiroe                  | Svend Pri Ulla Strand                     |
| 1972       | Rudy Hartono           | Nakayama Noriko        | Christian Hadinata Ade Chandra                 | Aizawa Machiko Takenaka Etsuko            | Svend Pri Ulla Strand                     |
| 1973       | Rudy Hartono           | Margaret Beck          | Christian Hadinata Ade Chandra                 | Aizawa Machiko Takenaka Etsuko            | Derek Talbot Gillian Gilks                |
| 1974       | Rudy Hartono           | Yuki Hiroe             | Tjun Tjun Johan Wahjudi                        | Margaret Beck Gillian Gilks               | David Eddy Sue Whetnall                   |
| 1975       | Svend Pri              | Yuki Hiroe             | Tjun Tjun Johan Wahjudi                        | Aizawa Machiko Takenaka Etsuko            | Elliot Stuart Nora Gardner                |
| 1976       | Rudy Hartono           | Gillian Gilks          | Bengt Fröman Thomas Kihlström                  | Gillian Gilks Sue Whetnall                | Derek Talbot Gillian Gilks                |
| 1977       | Flemming Delfs         | Yuki Hiroe             | Tjun Tjun Johan Wahjudi                        | Toganoo Etsuko Ueno Emiko                 | Derek Talbot Gillian Gilks                |
| 1978       | Liem Swie King         | Gillian Gilks          | Tjun Tjun Johan Wahjudi                        | Tokuda Atsuko Takada Mikiko               | Mike Tredgett Nora Perry                  |
| 1979       | Liem Swie King         | Lene Køppen            | Tjun Tjun Johan Wahjudi                        | Verawaty Imelda Wiguna                    | Christian Hadinata Imelda Wiguna          |
| 1980       | Prakash Padukone       | Lene Køppen            | Tjun Tjun Johan Wahjudi                        | Gillian Gilks Nora Perry                  | Mike Tredgett Nora Perry                  |
| 1981       | Liem Swie King         | Hwang Sun-ai           | Rudy Heryanto Hariamanto Kartono               | Nora Perry Jane Webster                   | Mike Tredgett Nora Perry                  |
| 1982       | Morten Frost           | Zhang Ailing           | Razif Sidek Jalani Sidek                       | Lin Ying Wu Dixi                          | Martin Dew Gillian Gilks                  |
| 1983       | Luan Jin               | Zhang Ailing           | Thomas Kihlström Stefan Karlsson               | Xu Rong Wu Jianqiu                        | Thomas Kihlström Nora Perry               |
| 1984       | Morten Frost           | Li Lingwei             | Rudy Heryanto Hariamanto Kartono               | Lin Ying Wu Dixi                          | Martin Dew Gillian Gilks                  |
| 1985       | Zhao Jianhua           | Han Aiping             | Kim Moon-soo Park Joo-bong                     | Han Aiping Li Lingwei                     | Billy Gilliland Nora Perry                |
| 1986       | Morten Frost           | Kim Yun-ja             | Kim Moon-soo Park Joo-bong                     | Chung Myung-hee Hwang Hye-young           | Park Joo-bong Chung Myung-hee             |
| 1987       | Morten Frost           | Kirsten Larsen         | Li Yongbo Tian Bingyi                          | Chung Myung-hee Hwang Hye-young           | Lee Deuk-choon Chung Myung-hee            |
| 1988       | Ib Frederiksen         | Gu Jiaming             | Li Yongbo Tian Bingyi                          | Chung So-young Kim Yun-ja                 | Wang Pengren Shi Fangjing                 |
| 1989       | Yang Yang              | Li Lingwei             | Lee Sang-bok Park Joo-bong                     | Chung Myung-hee Chung So-young            | Park Joo-bong Chung Myung-hee             |
| 1990       | Zhao Jianhua           | Susi Susanti           | Kim Moon-soo Park Joo-bong                     | Chung Myung-hee Hwang Hye-young           | Park Joo-bong Chung Myung-hee             |
| 1991       | Ardy Wiranata          | Susi Susanti           | Li Yongbo Tian Bingyi                          | Chung So-young Hwang Hye-young            | Park Joo-bong Chung Myung-hee             |
| 1992       | Liu Jun                | Tang Jiuhong           | Rudy Gunawan Eddy Hartono                      | Yao Fen Lin Yanfen                        | Thomas Lund Pernille Dupont               |
| 1993       | Hariyanto Arbi         | Susi Susanti           | Jon Holst-Christensen Thomas Lund              | Chung So-young Gil Young-ah               | Jon Holst-Christensen Grete Mogensen      |
| 1994       | Hariyanto Arbi         | Susi Susanti           | Rudy Gunawan Bambang Suprianto                 | Chung So-young Gil Young-ah               | Nick Ponting Joanne Wright                |
| 1995       | Poul-Erik Høyer Larsen | Lim Xiaoqing           | Ricky Subagja Rexy Mainaky                     | Gil Young-ah Jang Hye-ock                 | Thomas Lund Marlene Thomsen               |
| 1996       | Poul-Erik Høyer Larsen | Bang Soo-hyun          | Ricky Subagja Rexy Mainaky                     | Ge Fei Gu Jun                             | Park Joo-bong Ra Kyung-min                |
| 1997       | Dong Jiong             | Ye Zhaoying            | Ha Tae-kwon Kang Kyung-jin                     | Ge Fei Gu Jun                             | Liu Yong Ge Fei                           |
| 1998       | Sun Jun                | Ye Zhaoying            | Lee Dong-soo Yoo Yong-sung                     | Ge Fei Gu Jun                             | Kim Dong-moon Ra Kyung-min                |
| 1999       | Peter Gade             | Ye Zhaoying            | Candra Wijaya Tony Gunawan                     | Chung Jae-hee Ra Kyung-min                | Simon Archer Joanne Goode                 |
| 2000       | Xia Xuanze             | Gong Zhichao           | Ha Tae-kwon Kim Dong-moon                      | Ge Fei Gu Jun                             | Kim Dong-moon Ra Kyung-min                |
| 2001       | Pullela Gopichand      | Gong Zhichao           | Tony Gunawan Halim Haryanto                    | Gao Ling Huang Sui                        | Zhang Jun Gao Ling                        |
| 2002       | Chen Hong              | Camilla Martin         | Ha Tae-kwon Kim Dong-moon                      | Gao Ling Huang Sui                        | Kim Dong-moon Ra Kyung-min                |
| 2003       | Muhammad Hafiz Hashim  | Zhou Mi                | Candra Wijaya Sigit Budiarto                   | Gao Ling Huang Sui                        | Zhang Jun Gao Ling                        |
| 2004       | Lâm Đan                | Gong Ruina             | Jens Eriksen Martin Lundgaard Hansen           | Gao Ling Huang Sui                        | Kim Dong-moon Ra Kyung-min                |
| 2005       | Chen Hong              | Xie Xingfang           | Cai Yun Fu Haifeng                             | Gao Ling Huang Sui                        | Nathan Robertson Gail Emms                |
| 2006       | Lâm Đan                | Xie Xingfang           | Jens Eriksen Martin Lundgaard Hansen           | Gao Ling Huang Sui                        | Zhang Jun Gao Ling                        |
| 2007       | Lâm Đan                | Xie Xingfang           | Koo Kien Keat Tan Boon Heong                   | Wei Yili Zhang Yawen                      | Zheng Bo Gao Ling                         |
| 2008       | Trần Kim               | Tine Baun              | Jung Jae-sung Lee Yong-dae                     | Lee Hyo-jung Lee Kyung-won                | Zheng Bo Gao Ling                         |
| 2009       | Lâm Đan                | Wang Yihan             | Cai Yun Fu Haifeng                             | Zhang Yawen Zhao Tingting                 | He Hanbin Yu Yang                         |
| 2010       | Lee Chong Wei          | Tine Baun              | Lars Paaske Jonas Rasmussen                    | Du Jing Yu Yang                           | Zhang Nan Zhao Yunlei                     |
| 2011       | Lee Chong Wei          | Wang Shixian           | Mathias Boe Carsten Mogensen                   | Wang Xiaoli Yu Yang                       | Xu Chen Ma Jin                            |
| 2012       | Lâm Đan                | Li Xuerui              | Jung Jae-sung Lee Yong-dae                     | Tian Qing Zhao Yunlei                     | Tontowi Ahmad Liliyana Natsir             |
| 2013       | Thầm Long              | Tine Baun              | Liu Xiaolong Qiu Zihan                         | Wang Xiaoli Yu Yang                       | Tontowi Ahmad Liliyana Natsir             |
| 2014       | Lee Chong Wei          | Wang Shixian           | Mohammad Ahsan Hendra Setiawan                 | Wang Xiaoli Yu Yang                       | Tontowi Ahmad Liliyana Natsir             |
| 2015       | Thầm Long              | Carolina Marín         | Mathias Boe Carsten Mogensen                   | Bao Yixin Tang Yuanting                   | Zhang Nan Zhao Yunlei                     |
| 2016       | Lâm Đan                | Okuhara Nozomi         | Vladimir Ivanov Ivan Sozonov                   | Matsutomo Misaki Takahashi Ayaka          | Praveen Jordan Debby Susanto              |
| 2017       | Lee Chong Wei          | Đới Tư Dĩnh            | Marcus Fernaldi Gideon Kevin Sanjaya Sukamuljo | Chang Ye-na Lee So-hee                    | Lu Kai Huang Yaqiong                      |
| 2018       | Thạch Vũ Đạn           | Đới Tư Dĩnh            | Marcus Fernaldi Gideon Kevin Sanjaya Sukamuljo | Kamilla Rytter Juhl Christinna Pedersen   | Watanabe Yuta Higashino Arisa             |
| 2019       | Momota Kento           | Trần Vũ Phi            | Mohammad Ahsan Hendra Setiawan                 | Chen Qingchen Jia Yifan                   | Zheng Siwei Huang Yaqiong                 |
| 2020       | Viktor Axelsen         | Đới Tư Dĩnh            | Endo Hiroyuki Watanabe Yuta                    | Fukushima Yuki Hirota Sayaka              | Praveen Jordan Melati Daeva Oktavianti    |
| 2021       | Lee Zii Jia            | Nozomi Okuhara         | Mayu Matsumoto Wakana Nagahara                 | Yuta Watanabe Arisa Higashino             |                                           |